# Teutonen

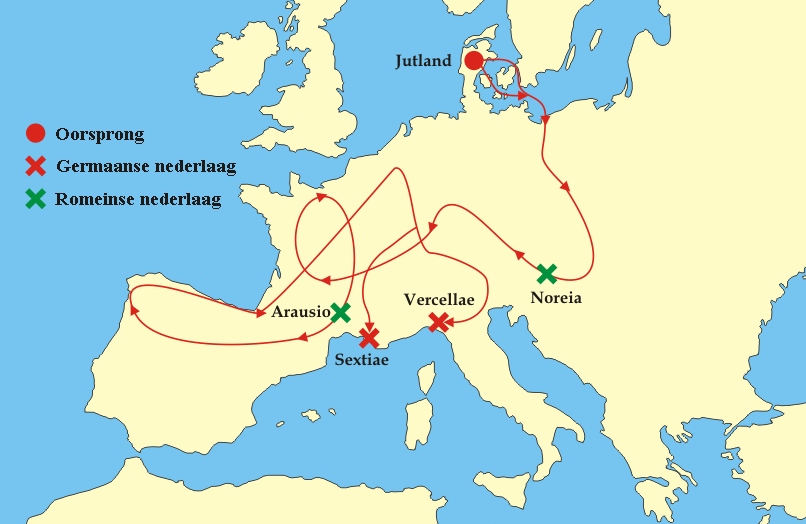
De migratie van de Teutonen en de Cimbren

De Teutonen (Teutoni) waren een Germaanse stam die waarschijnlijk oorspronkelijk uit het Deense Waddengebied, Jutland of zuidelijk Scandinavië stamde. Aan het eind van de 2e eeuw v.Chr. migreerden de Teutonen, samen met hun buren, bondgenoten en mogelijke bloedverwanten, de Germaanse Cimbren en de Ambronen, van hun oorspronkelijke thuisland naar het zuiden in de Donauvallei, zuidelijk Gallië en noordelijk Italië. Hier begonnen zij binnen te dringen in het land van de Romeinen. Het onvermijdelijke conflict dat volgde wordt de Cimbrische Oorlog genoemd. De Cimbren (onder hun koning Boiorix) en de Teutonen wonnen de openingsslag van deze oorlog van de aan Rome geallieerde stammen en vernietigden een enorm Romeins leger bij de Slag bij Arausio in 105 v.Chr.. Maar Rome hergroepeerde en reorganiseerde zich onder Consul Gaius Marius.
In 104 v.Chr. vertrokken de Cimbren uit de Rhônevallei om Spanje te plunderen, terwijl de Teutonen in Gallië bleven, nog steeds een sterke macht maar niet machtig genoeg om op eigen kracht naar Rome te marcheren. Dit gaf Marius de tijd om een nieuw leger op te bouwen en in 102 v.Chr. begon hij een opmars richting de Teutonen. Bij de Slag bij Aquae Sextiae werden de Teutonen nagenoeg vernietigd en Teutoonse koning Teutobod werd samen met 20.000 van zijn stamgenoten gevangengenomen. Hierna verdwenen hij en zijn stam uit de geschiedenis. Hij is zeer waarschijnlijk naar Rome afgevoerd om in een Romeinse triomftocht mee te moeten lopen en nadien ritueel terechtgesteld. Het volgende jaar ondergingen de Cimbren een soortgelijk lot bij de Slag bij Vercellae.